# Dolní Čermná
Dolní Čermná (in tedesco Nieder Böhmisch Rothwasser) è un comune mercato della Repubblica Ceca facente parte del distretto di Ústí nad Orlicí, nella regione di Pardubice.